# インドネシアの首都

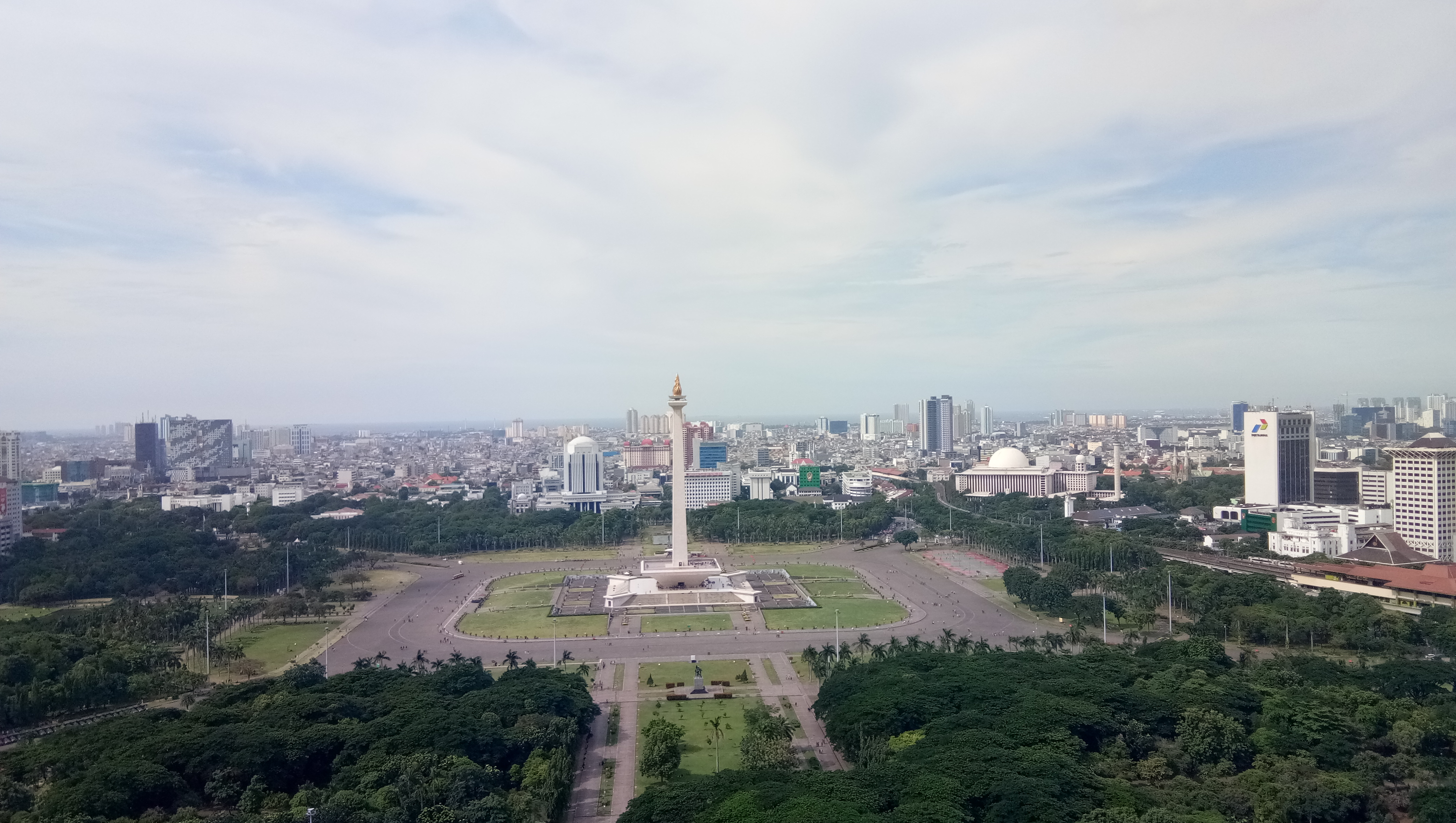
ジャカルタのムルデカ広場に立つ独立記念碑「モナス」

この項では、インドネシアの首都（インドネシアのしゅと）について解説する。2022年1月現在のインドネシアの首都はジャカルタである。
17世紀、オランダは植民地（オランダ領東インド）の首都をバタヴィア（現在のジャカルタ）に置いた。20世紀初頭、オランダ領東インド政府は、首都をバタヴィアからバンドンに移そうとした。第二次世界大戦後のインドネシア独立戦争の間、インドネシア政府は首都をジョグジャカルタ、後にブキティンギに移した。
2019年、ジョコ・ウィドド大統領は国会での施政方針演説において、インドネシア全土のほぼ中心に位置するボルネオ島のカリマンタンへの首都移転計画を発表した。計画では、東カリマンタン州のクタイ・カルタネガラ県と北プナジャム・パスール県の一部を分離させて州レベルの自治体とし、新たな計画都市を建設する予定である。2022年1月16日、新首都の名称を「ヌサンタラ」とすることが発表された。
民間調査会社の2月の世論調査では移転に反対する回答が半数超を占めた。ジョコ氏は19年4月の大統領選直後に首都移転を2期目の主要政策として打ち出したが、新型コロナウイルスの影響で計画は大幅に遅れている。

## 歴代の首都の一覧
| 年月日             | 所在地           | 出来事 |
| ------------------ | ---------------- | --- |
| 1945年8月17日      | ジャカルタ       | スカルノとモハマッド・ハッタがジャカルタでインドネシアの独立を宣言し、ジャカルタが事実上の首都となった。 |
| 1946年1月4日       | ジョグジャカルタ | ジャカルタがオランダ領インド民政局(NICA)に占領され、首都をジョグジャカルタに移転した。政府高官たちは、真夜中に鉄道で移動した。 |
| 1948年12月19日     | ブキティンギ     | カラス作戦によりジョグジャカルタがオランダ軍に占領され、スカルノ大統領とハッタ副大統領は捕らえられてバンカ島に流された。この日、ブキティンギでサフルッディン・プラウィラネガラが率いるインドネシア共和国臨時政府が発足した。                                                                                          |
| 1949年7月6日       | ジョグジャカルタ | この日、釈放されたスカルノとハッタがジョグジャカルタに戻った。サフルッディン・プラウィラネガラは同年7月13日に正式に臨時政府を解散した。1949年12月28日にインドネシア連邦共和国が発足した。連邦共和国を構成するインドネシア共和国の首都は引き続きジョグジャカルタに置かれたが、連邦共和国の首都はジャカルタに置かれた。 |
| 1950年8月17日      | ジャカルタ       | インドネシア連邦共和国を構成する国家が全てインドネシア共和国に合流し、インドネシア連邦共和国は消滅した。法的な首都はジョグジャカルタのままだったが、連邦共和国の首都だったジャカルタが事実上の首都となった。 |
| 1961年8月28日      | ジャカルタ       | 1961年大統領令第2号により、法的にもジャカルタがインドネシア共和国の首都となった。 |
| 2045年までには移転 | ヌサンタラ       | ジョコ・ウィドド大統領が東カリマンタン州に首都を移転することを発表した。新しい首都の名前は「ヌサンタラ」であり、2024年に東カリマンタン州の一部を分離して州レベルの自治体とし、計画都市を建設する予定である。 |

## 植民地時代と独立初期

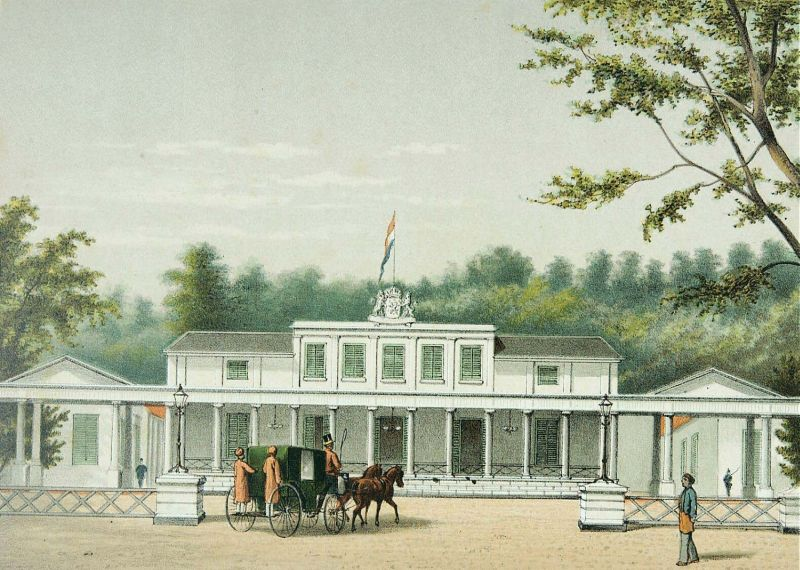
1880年代のパーレイス・レイスウェイク（Paleis Rijswijk、現在のイスタナ・ネガラ（国家宮殿））のリトグラフ

16世紀末に東南アジア島嶼部に到達し、ジャワ島西北岸のバンテンに拠点を置いたオランダは、1621年、当時「ジャヤカルタ」と呼ばれていた場所に拠点を移し、地名をバタヴィアに改称した。当初はヨーロッパ風の城壁都市で、沿岸の低湿地帯にオランダ式の運河が張り巡らされていた。貧弱な衛生環境と排水システムの不備のため、住民の健康状態は悪く、マラリア、コレラ、赤痢などが蔓延していた。1808年、オランダ領東インド総督ヘルマン・ウィレム・ダンデルスは、不衛生で老朽化した旧市街地コタトゥアとは別に新しい街を建設すること決定した。新しい街は、南のヴェルテヴレッデンの近くに建設された。この結果、バタヴィアは2つの中心を持つ都市となった。旧市街地のコタトゥアは商業の中心地で、海運や貿易の会社や倉庫が置かれ、新市街地のヴェルテヴレッデンは行政の中心地であり、軍の拠点も置かれた。2つの中心地は、モーレンヴリート運河と、運河の側を走る道路（現在のガジャ・マダ道路）で結ばれていた。
20世紀初頭、オランダ領東インド政府は、首都をバタヴィアからバンドンに移し、行政の中心地のバンドンと商業の中心地のバタヴィアを分離することを決定した。1920年代まで、首都をバンドンに移転する計画が進められていた。新首都のマスタープランの発表とともに、オランダ領東インドには電気通信（現在のテルコム・インドネシア）、鉄道網（現在のインドネシア鉄道会社）、郵便制度（現在のポス・インドネシア）、国防軍などが設立され、これらの本部はバンドンに置かれた。その中には、オランダ領東インドの行政の中心として計画されたグドゥン・サテなど、現在も残っているものがある。しかし、バンドンへの首都移転計画は、世界恐慌と第二次世界大戦の勃発により完了せずに終わった。
1942年3月5日、日本軍がバタヴィアを陥落させた（蘭印作戦）。3月9日、オランダが正式に降伏し、植民地の統治権が日本に移った。都市名はジャカルタ（正式にはジャカルタ特別市）に変更された。
日本の降伏を受けて、1945年8月17日、インドネシアは独立を宣言した。独立宣言は、中央ジャカルタの東ペガンサアン通56番地にあるスカルノ邸で、スウィリョを委員長として制定された。スウィリョはジャカルタ特別市の初代市長に任命されたが、その直後にジャカルタ特別市はジャカルタ市国家管理局に改組された。スカルノらは、民族主義的な観点から、都市名をオランダ語のバタヴィアに戻さずにジャカルタのままとした。

## 独立戦争期
インドネシアの独立を旧宗主国のオランダは認めず、4年間の独立戦争に突入した。独立戦争期間中、戦況に応じて首都が何度か移転した。1946年、ジャカルタがオランダに陥落したことにより首都がジョグジャカルタに移った。1948年にスカルノ大統領らがオランダに捕らえられ、ブキティンギでインドネシア共和国臨時政府が設立された。1949年、首都はジャカルタに戻った。

## 首都ジャカルタ

首都ジャカルタの中心部のムルデカ広場に立つ独立記念碑「モナス」。ジャカルタのランドマークやモニュメントのほとんどは、スカルノ時代に建てられたものである。

スカルノ大統領の時代に、ジャカルタは新しい共和国の首都として発展していった。1957年、中部カリマンタン州が創設され、その州都としてパランカラヤが整備された。しかしスカルノは、この街が将来的に新しい首都となる可能性を予見していた。街を拡張するための広大な土地と、インドネシアの国土の中心に位置するという地理的条件が、この街の利点だった。その一方で、スカルノはジャカルタも重視していた。1950年代後半から1960年代前半にかけて、スカルノはジャカルタに大量のモニュメントや建物を立てた。スカルノ政権下では、モナス（国家記念碑）、イスティクラル、DPR/MPRビル、ゲロラ・ブン・カルノ・スタジアムなどの数多くのモニュメントや巨大構造物のプロジェクトが計画され、いずれも後に完成した。またスカルノは、セラマット・ダタン記念碑、ディルガンタラ記念碑、西イリアン解放記念碑など、多くの記念碑をジャカルタに設置した。スカルノは、ジャカルタが新国家の道しるべとなることを望んでいた。
1966年、ジャカルタは「ジャカルタ首都特別州」（DKIジャカルタ）となった。これにより、中央官庁や外国の大使館などの建設が促進された。1966年以降、ジャカルタは近代的なメトロポリスへと成長していった。
スカルノの後継のスハルト大統領は、新秩序体制のもとで中央集権的な政策を推し進め、ジャカルタはさらなる政治・経済の中心としての地位を確立した。急速な開発と都市化に伴い、ジャカルタにはインドネシア全土から人が移住してきた。それにより、1970年代以降にジャカルタの人口は急増し、周辺地域に市街地が拡大して、ジャボデタベックと呼ばれる東南アジア最大の都市圏を形成するに至った。

## 首都移転の提案
首都をジャカルタから移転する提案は、初代のスカルノ大統領の時代から議論されてきた。過剰な人口、公共交通機関などの都市インフラの不足、交通渋滞、森林を伐採しての都市の拡大、スラム街の拡大、排水システムの不備などにより、ジャカルタの環境は悪化している。地下水の過剰採取からの枯渇に伴い、地盤沈下が進んでおり、ジャカルタ北部には海面下となる土地がある。気候変動による海面上昇と相まって、2050年までにジャカルタの大部分が海に沈むと言う予測がある。2007年と2013年には大規模な洪水があった。2010年、新しい首都を作るという議論が継続して行われた。スシロ・バンバン・ユドヨノ大統領は、ジャカルタの環境問題や人口過密を理由に、首都移転を支持した。

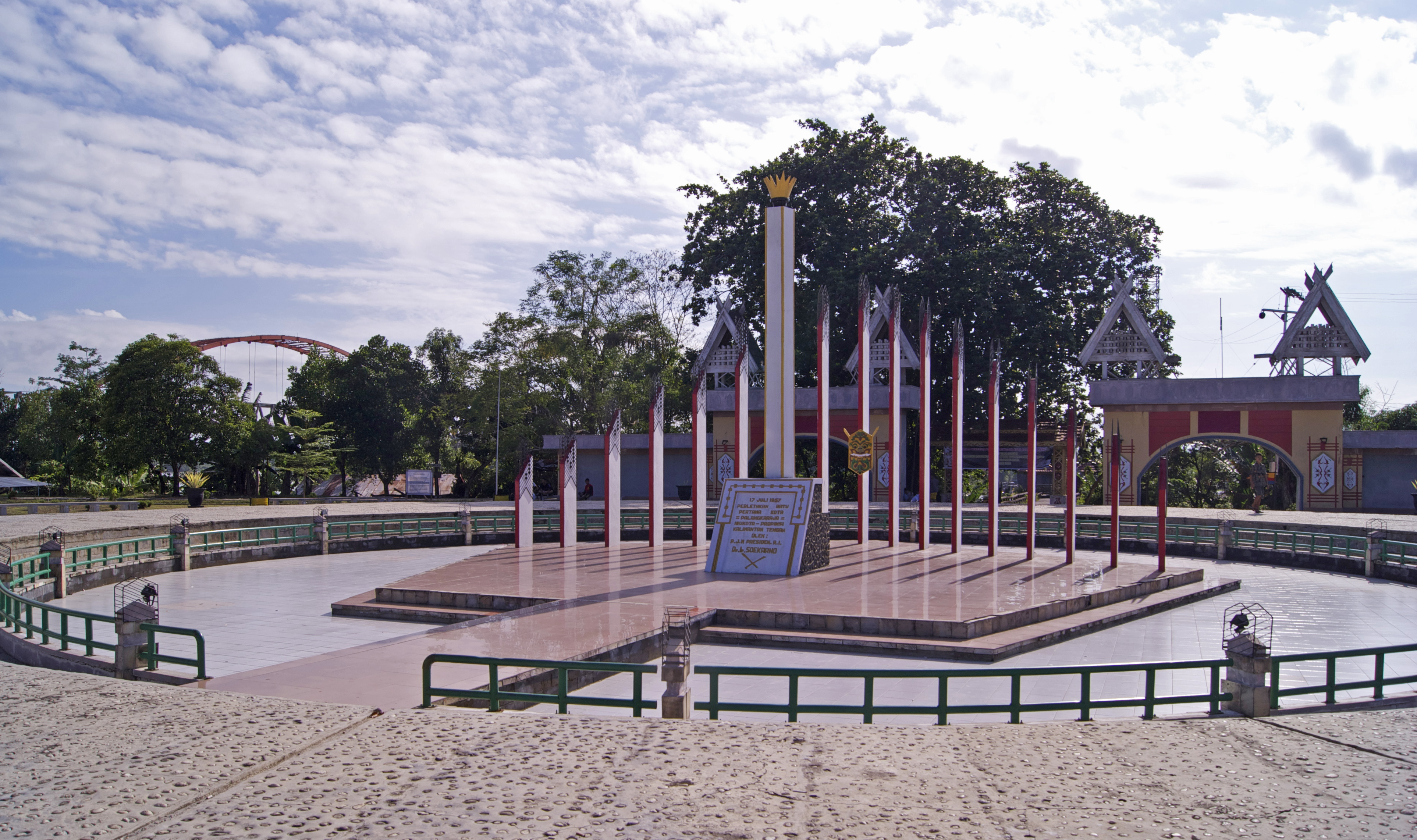
1957年7月17日にスカルノ大統領がパランカラヤの街の起工式を行った際に建てられたモニュメント。地元では俗に「スカルノ記念碑」と呼ばれている。

首都移転の方法として、2つの方式が提案されている。第一の案は、1960年にブラジルの首都がリオデジャネイロからブラジリアに移転したときのように、全く新しい計画都市を作って、そこに首都を完全に移転するというものである。第二の案は、マレーシアが行政の中心をプトラジャヤに移したように、ジャカルタを公式の首都として維持しつつ、行政機能のみを別の場所に移転するというものである。
第一の案では、以下のような場所が提案されている。
- パランカラヤ（中部カリマンタン州） - 1957年に中央カリマンタン州の州都として整備されたが、初代大統領スカルノは、この都市を将来の首都として開発する計画を立てていた[17]。パランカラヤは、開発のための土地がジャカルタよりも遥かに広大であり、カリマンタン島は地震や火山の危険性の高いジャワ島よりも安全である[18]。
- バンジャルマシン（南カリマンタン州） - パランカラヤよりも国土の中央に近く、ジャワ海に容易にアクセスでき、インフラも整備されている[18]。
- コタ・ムルデカ（中央カリマンタン州） - 西コタワリンギン県（英語版）パンカランブーン（英語版）の北に位置する計画都市。パランカラヤよりもジャワ海に近く、海へのアクセスが良い[19]。
- ポンティアナック（西カリマンタン州） - 赤道直下で、カリマタ海峡と南シナ海に面しており、シンガポール、クアラルンプール、バンダルスリブガワンといった他のASEAN諸国の首都と同じ地域にある[20]。
- パレンバン（南スマトラ州） - かつてのシュリーヴィジャヤ王国の首都である。また、国際的に重要な海路であるマラッカ海峡の近くに位置し、シンガポールやクアラルンプールにも近い[21]。

第二の案における行政機能の移転先として、ジャカルタ近郊の以下の場所が提案されている。
- ジョンゴル（英語版）（西ジャワ州）- ジャカルタの南東約40キロメートルに位置し、スハルトの新秩序体制以降、首都移転先として提案された[22]。
- カラワン（西ジャワ州） - ジャカルタの東約60キロメートルに位置する[23]。
- ケルタジャティ（西ジャワ州マジャレンカ県（英語版）） - ジャカルタの東約200キロメートル、チルボンの西約40キロメートルに位置する計画都市。西ジャワ空港、ジャワ鉄道、ジャワ島縦断有料道路（英語版）に接続される[24]。西ジャワ空港は2018年に開港したが、利用率が低く、2019年の大統領選挙で「白い巨象」と揶揄された[25]。
- マジャ（バンテン州レバック県（英語版））- ジャカルタの西約60キロメートルに位置する。開発予定地のほとんどは、インドネシア銀行再建機構（英語版）によって取得済みである[26]。
- ジャカルタ湾（英語版）（ジャカルタ首都特別州北ジャカルタ市（英語版）） - 2013年、当時ジャカルタ知事だったジョコ・ウィドドは、ジャカルタ湾に埋立てで造成した島に国家の行政機能を移転することを提案した[27]。

## ヌサンタラへの移転

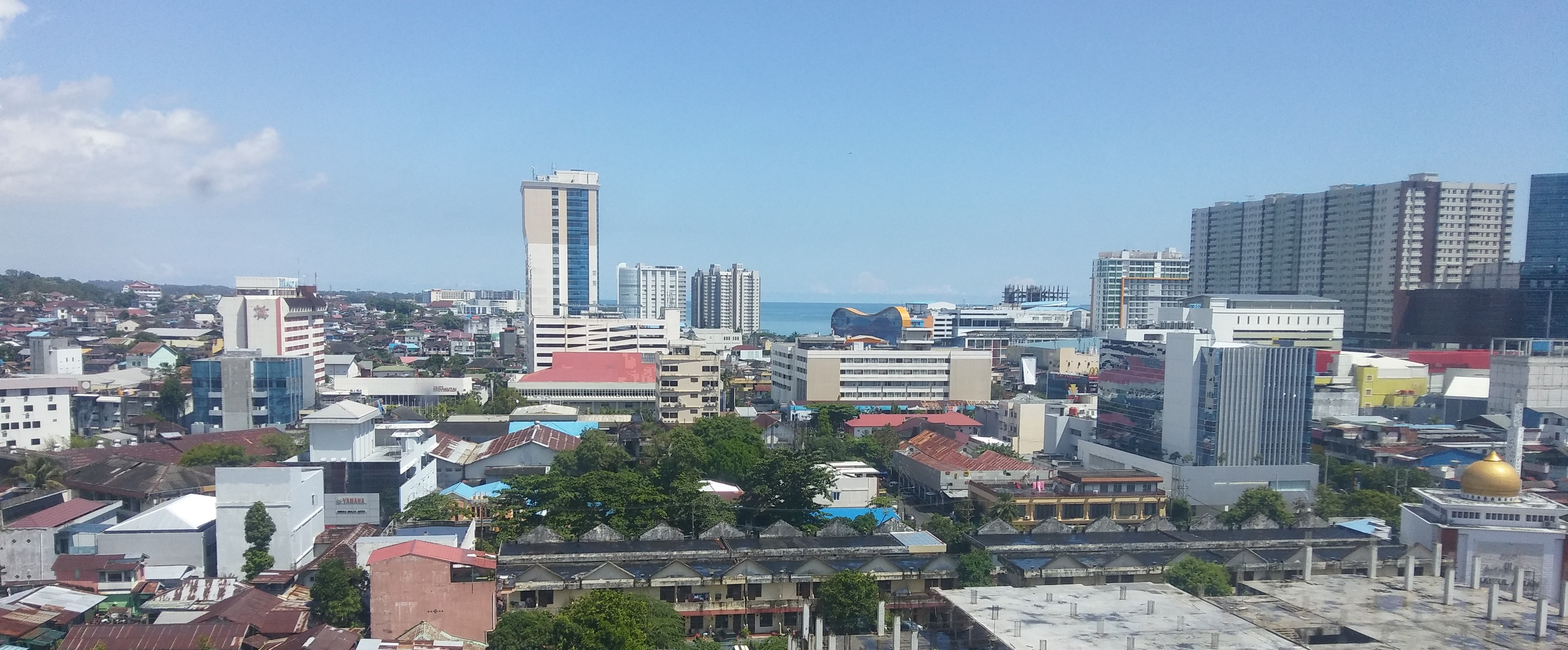
新首都ヌサンタラの玄関口となるバリクパパン

2017年4月、ジョコ・ウィドド（ジョコウィ）政権は、ジャカルタからの首都移転を検討し始め、移転先候補地の評価は2017年末までに終える予定だった。インドネシア国家開発計画省の関係者によると、政府は首都をジャワ島以外に移転することを決定していた。この計画が発表された直後、ジョコウィはカリマンタン（ボルネオ島）の2箇所の候補地、東カリマンタン州のブキット・スハルトと中部カリマンタン州のパランカラヤ付近を視察した。2019年4月、全ての政府機関を新首都に移転するための十か年計画が発表された。国家開発計画省は、新首都の条件を満たす南カリマンタン州・中部カリマンタン州・東カリマンタン州の3州を移転先候補地として推薦した。
2019年8月26日、ジョコウィは新しい首都を東カリマンタン州のクタイ・カルタネガラ県と北プナジャム・パスール県にまたがる地域とすることを発表した。国家開発計画省による移転費用の見積もりは466兆ルピア（約327億ドル）であり、その19%を政府が負担し、残りは主に官民パートナーシップや国営・民間の企業による投資で賄うとしている。インドネシア議会は2022年1月18日に首都機能移転のための法案を可決したが、建設開始はCOVID-19ワクチンの接種が完了する2022年3月以降となる見込みである。2022年1月17日の特別委員会で、スハルソ・モノアルファ国家開発計画大臣は、新首都を「ヌサンタラ」と命名することを発表。2024年8月17日には独立記念式典をジャカルタとヌサンタラの両方で行うなど首都移転が本格化し、11月19日には国会でジャカルタの首都としての地位を正式に削除し、特別行政区とする法案が可決された。